# Camilla
Camilla  è un nome proprio di persona italiano femminile.

## Varianti
- Femminili: Cammilla[1]
  - Ipocoristici: Milla[1]
- Maschili: Camillo

### Varianti in altre lingue
Il nome è diffuso nelle altre lingue con le seguenti varianti:
- Ceco: Kamila
- Danese: Kamilla, Camilla
- Finlandese: Camilla, Milla
- Francese: Camille, Mille
- Inglese: Camille, Camilla
  - Ipocoristici: Cammie, Milly, Millie
- Islandese: Kamilla
- Ligure: Camilla[4]
  - Ipocoristici: Lilla
- Lituano: Kamilė
- Norvegese: Kamilla, Camilla, Milla
- Polacco: Kamila
- Portoghese: Camila
- Spagnolo: Camila
  - Alterati: Camilita
- Svedese: Kamilla, Camilla, Milla
- Tedesco: Kamilla, Camilla
- Ungherese: Kamilla

1. ↑  Tutte le varianti elencate in questa sezione sono verificabili, salvo diversamente specificato, alla nota 3.

## Origine e diffusione

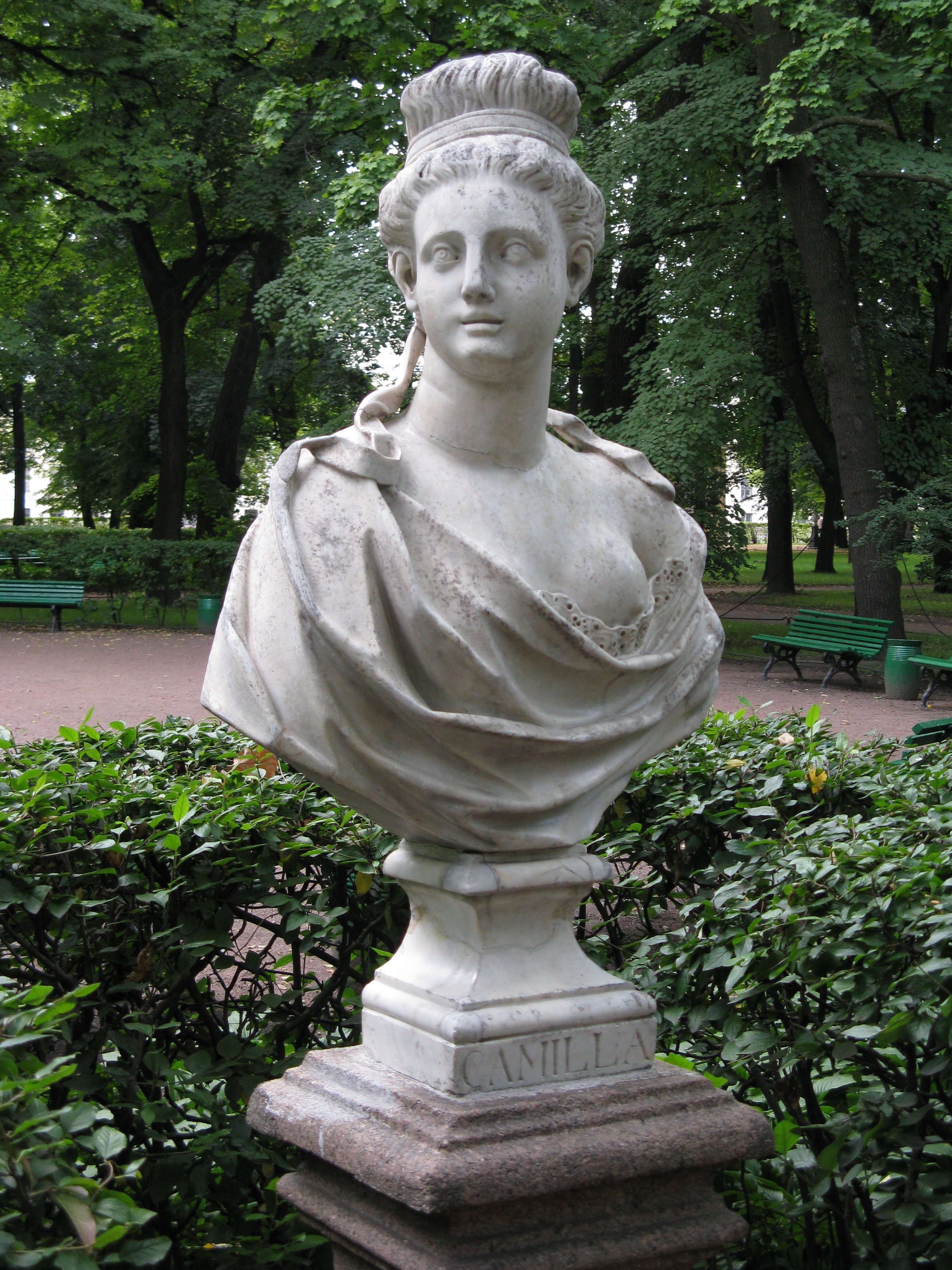
Busto raffigurante l'eroina virgiliana Camilla

Deriva dal cognomen latino Camillus. Presso i romani, il camillus e la camilla erano fanciulli di condizione libera che assistevano il sacerdote durante i riti sacri. Il termine ha probabilmente origine etrusca e fenicia.
Il nome è ben rappresentato in tutta Italia, con maggiore concentrazione a nord, in particolare in Lombardia. Nel 2004 risultava il 22° nome preferito dai genitori residenti in Italia per le neonate. La variante Cammilla è invece tipica della Toscana.
Alla diffusione del nome può aver contribuito in parte la figura di Camilla, vergine guerriera che guidò i Volsci nei combattimenti contro i Latini, le cui vicende sono descritte nell'Eneide di Virgilio. Nel poema si afferma che il nome della fanciulla deriva da quello di sua madre, Casmilla, in parte mutato. Ma la sua popolarità è legata soprattutto al culto di san Camillo de Lellis, fondatore di un ordine religioso per l'assistenza degli infermi (i Camilliani) e patrono di malati, ospedali e dell'Abruzzo.
I suoi diminutivi Millie e simili possono anche risultare dall'abbreviazione del nome Millicent.

## Onomastico
L'onomastico può essere festeggiato nelle seguenti date:
- 3 marzo, in memoria di santa Camilla di Auxerre, vergine
- 31 maggio, in memoria di santa Camilla Battista da Varano (1458 – 1524), clarissa francescana di Camerino, monaca umanista
- 26 luglio, in onore della beata Camilla Gentili di Rovellone, di San Severino Marche.

È possibile inoltre festeggiarlo il 14 luglio in onore di San Camillo de Lellis.

## Persone

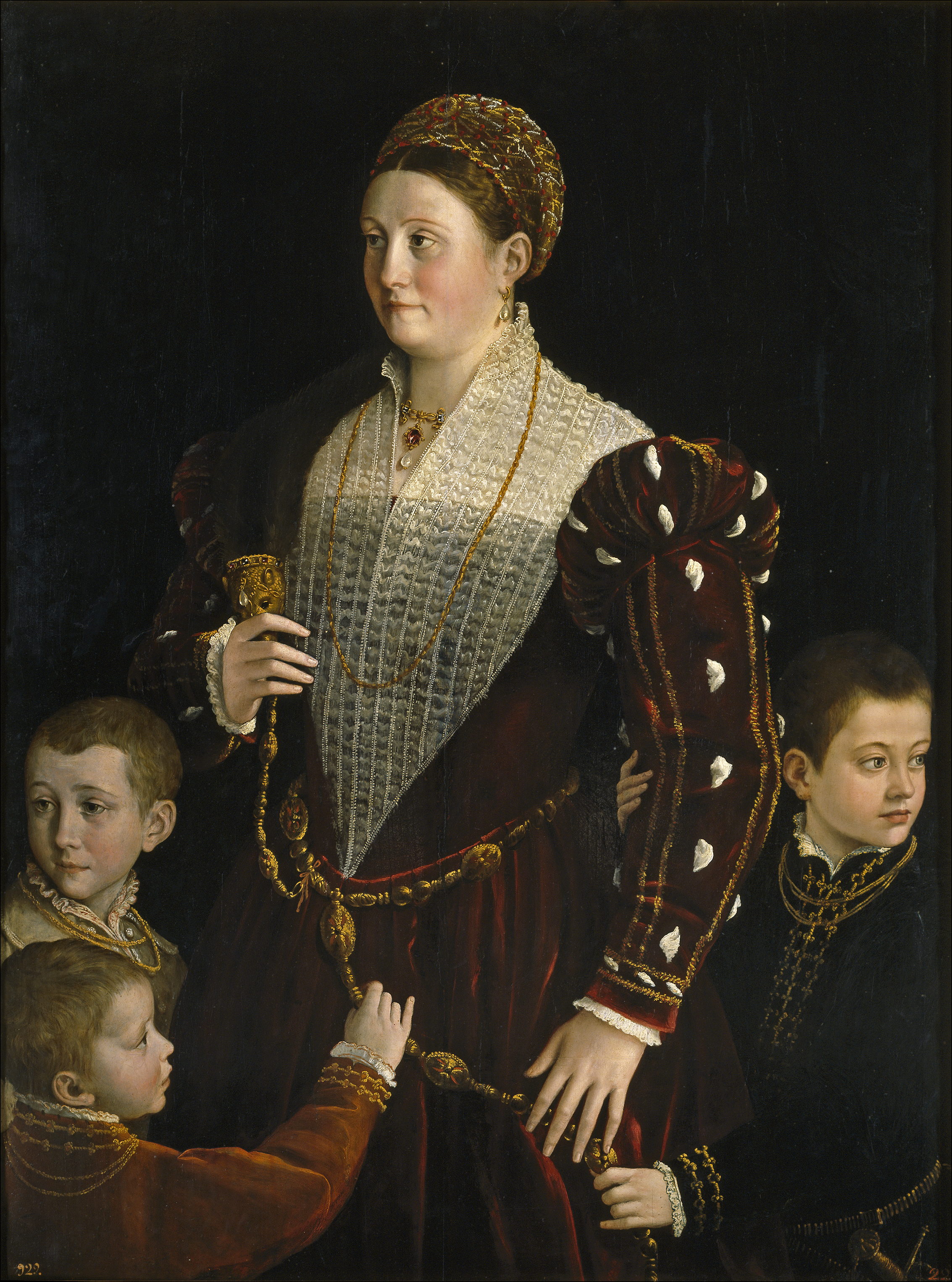
Parmigianino, Ritratto di Camilla Gonzaga coi tre figli, 1540

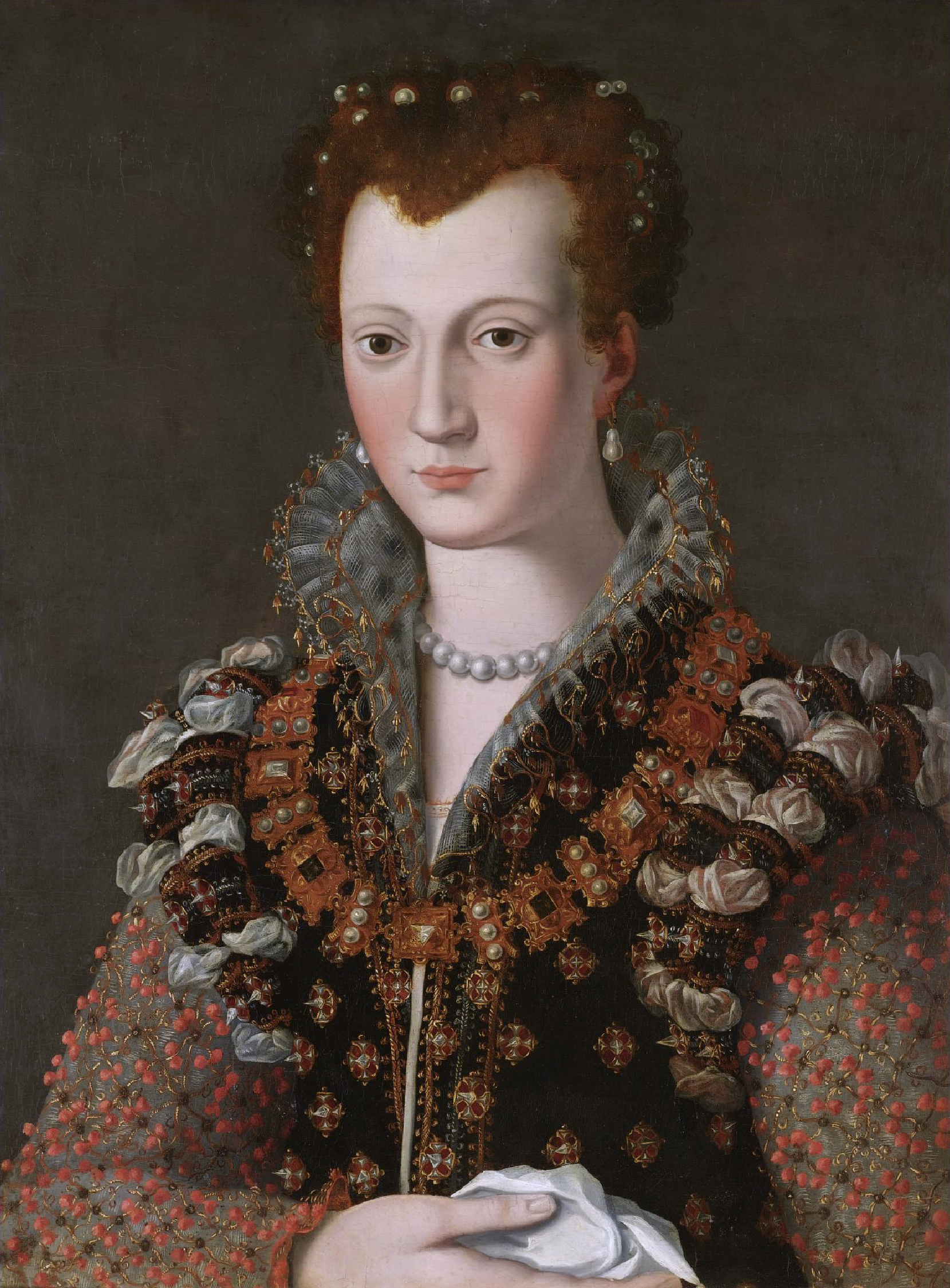
Camilla Martelli

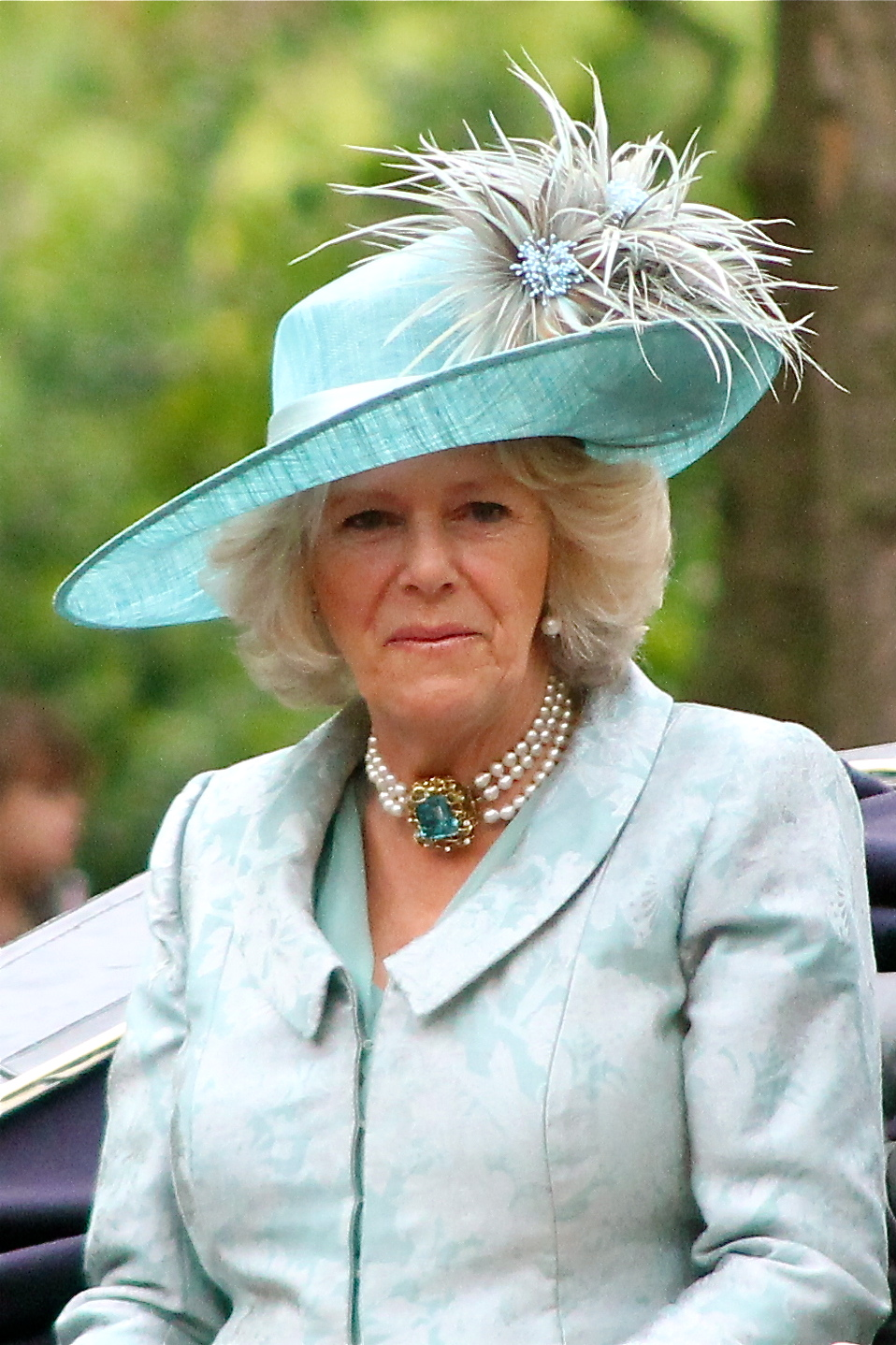
Camilla Shand, regina consorte del Regno Unito

- Camilla Alfieri, sciatrice alpina italiana
- Camilla Belle, attrice statunitense di origine brasiliana
- Camilla Borsotti, sciatrice alpina italiana
- Camilla Cederna, scrittrice e giornalista italiana
- Camilla del Lante, condottiera italiana
- Camilla Del Soldato, scrittrice e traduttrice italiana
- Camilla Faà di Bruno, nobildonna italiana
- Camilla Filippi, attrice italiana
- Camilla Horn, attrice tedesca
- Camilla Läckberg, scrittrice svedese
- Camilla Luddington, attrice britannica
- Camilla Marazzi, pittrice italiana
- Camilla Martelli, prima amante e poi moglie morganatica del Granduca di Toscana Cosimo I de' Medici
- Camilla Patriarca, ginnasta italiana
- Camilla Ravera, politica italiana
- Camilla Shand, precedentemente conosciuta come Camilla Parker Bowles, moglie di Re Carlo III
- Camilla Ella Williams, soprano statunitense

### Variante Camila
- Camila Alves, modella e attrice brasiliana
- Camila Alves McConaughey, modella e stilista brasiliana
- Camila Bordonaba, attrice e cantante argentina
- Camila Brait, pallavolista brasiliana
- Camila Cabello cantante cubana naturalizzata statunitense
- Camila Giorgi, tennista italiana
- Camila Grey, cantante e musicista statunitense
- Camila Mendes, attrice statunitense
- Camila Morrone, modella e attrice argentina
- Camila Raznovich, conduttrice televisiva italiana
- Camila Sodi, attrice e cantante messicana
- Camila Vallejo, attivista e politica cilena
- Camila Vezzoso, modella uruguaiana

### Variante Camille
- Camille (Camille Dalmais), cantante francese
- Camille Claudel, scultrice francese
- Camille Guaty, attrice statunitense
- Camille Keaton, attrice statunitense
- Camille Muffat, nuotatrice francese
- Camille Paglia, saggista, antropologa e sociologa statunitense

### Variante Kamila
- Kamila Lićwinko, atleta polacca
- Kamila Pavláková, cestista slovacca
- Kamila Rajdlová, fondista ceca
- Kamila Skolimowska, atleta polacca
- Kamila Vodičková, cestista ceca
- Kamila Valieva, atleta russa

### Altre varianti
- Kamilla Gafurzianova, schermitrice russa
- Milla Sannoner, attrice italiana
- Millie Bobby Brown, attrice britannica

## Il nome nelle arti
- Camilla è la fiera regina dei Volsci, le cui gesta sono narrate nell'Eneide del poeta latino Virgilio.
- Camilla è una serie televisiva diretta da Ennio De Concini.
- Camilla è una miniserie televisiva del 1976 diretta da Sandro Bolchi.
- Camilla è un personaggio della serie Pokémon.
- Camilla Minami (in originale Kaede Minami) è una dei personaggi principali della serie animata giapponese Mirmo!!.
- La tartaruga Camilla è uno dei personaggi principali della serie televisiva a cartoni animati Fantazoo.
- Camilla e la matita magica è un romanzo per bambini scritto da Henriette Bichonnier e pubblicato nel 1986.
- La Fame di Camilla è un gruppo musicale italiano fondato nel 2007.
- Camilla è un'opera del 1799 di Ferdinando Paër.
- Camilla Lopez è un personaggio del romanzo del 1939 Chiedi alla polvere di John Fante.
- Camilla Hoicoro è un personaggio del manga Hunter x Hunter.
- Camilla Cagliostri è la protagonista di una serie di quattro romanzi e due racconti gialli di Giuseppe Pederiali.
- Camille O'Connell è un personaggio della serie televisiva "The Originals".
- Camilla Baudino è la protagonista della serie televisiva Provaci ancora prof!.
- Camilla è il titolo di una canzone di Alborosie.
- Cercando Camilla è il titolo di una canzone di Cesare Cremonini.
- Camilla è una canzone di Dj Matrix.
- Camilla è una canzone del cantante Galeffi.

### Cinema
- Camilla è un film del 1954 diretto da Luciano Emmer.
- Camila O'Gorman è un cortometraggio muto del 1909 diretto da Mario Gallo, basato su una storia realmente accaduta.
- Camilla - Un amore proibito è un film del 1984 diretto da María Luisa Bemberg, riadattamento della storia di Camila O'Gorman. Fu nominato all'Oscar al miglior film straniero.
- Camilla è un film del 1994 diretto da Deepa Mehta.

## Toponimi
- 107 Camilla è il nome di un asteroide della Fascia principale. Fu battezzato così in onore dell'omonima regina dei Volsci.
- Camilla è il capoluogo della Contea di Mitchell, Georgia (Stati Uniti d'America)

## Curiosità
- Camille è stato nel 1969 un uragano di categoria 5, con venti più veloci di 300 km/h.
- Iris camillæ, pianta appartenente alla famiglia monocotiledoni delle iridacee.
- Limenitis camilla, insetto dell'ordine dei lepidotteri.